# Securitas

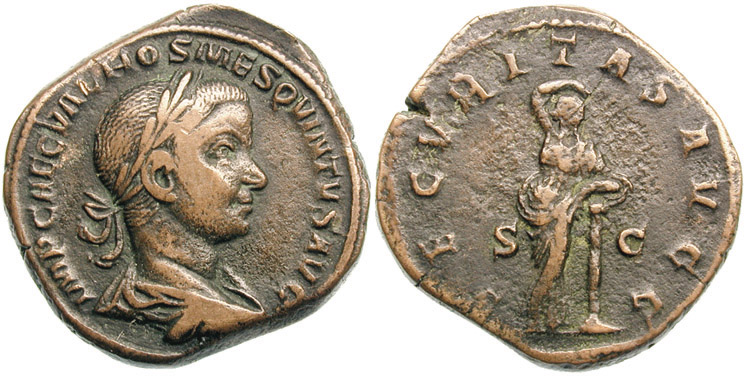
Securitas appoggiata ad una colonna in un sesterzio di Ostiliano.

Securitas era una dea romana, personificazione della sicurezza, specialmente di quella dell'Impero romano. Veniva raffigurata sulle monete, in particolar modo in senso propagandistico nei periodi più insicuri: spesso viene raffigurata appoggiata ad una colonna.